# Aceria korelli
Aceria korelli är en spindeldjursart som beskrevs av David C.M. Manson 1984. Aceria korelli ingår i släktet Aceria och familjen Eriophyidae. Inga underarter finns listade i Catalogue of Life.